# Stenskott

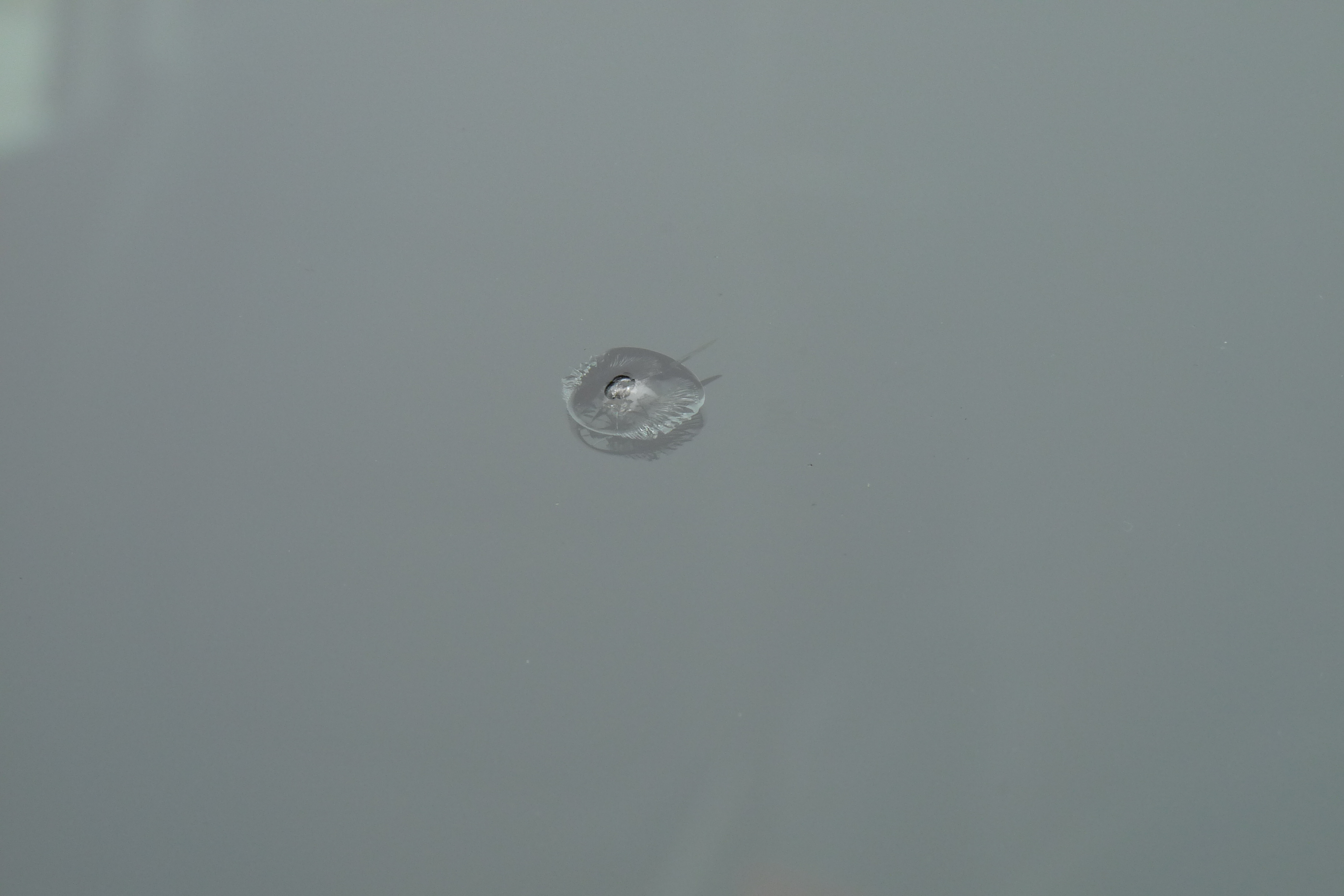
Skada på framruta orsakad av stenskott.

Norsk skylt som varnar för stenskott.

Stenskott kallas den skada som grus och småsten kan göra i vindrutan på en bil.
Stenskott är vanligast på vägar med högre hastigheter på grund av att bilens färd möter stenen i sådan kraft att det kan uppstå skador.
Stenskott kan vara farliga på flera sätt. Den minimala skadan som bildas på rutan kan orsaka olyckor genom att skadan beter sig som ett prisma och bryter normalt ofarligt ljus så att föraren blir bländad. Stenskott kan även bilda stora sprickor i rutan. Detta sker oftast under vintertid på grund av stora temperaturskillnader, men kan också ske om bilen utsätts för vibrationer eller stötar.
En annan bidragande orsak till stenskott är de tunna rutor som används i moderna bilar för att spara vikt. Moderna däck bidrar också till stenskotten eftersom de har flera spår där grus kan fastna.